# Cueva de Chufín
La cueva de Chufín o cueva del Moro Chufín está localizada en la localidad de Riclones, Rionansa, en Cantabria (España). Se encuentra en el lugar de confluencia de los ríos Lamasón y Nansa, en un entorno con un abrupto relieve, en el cual existen varias cuevas con arte rupestre. Es una de las cuevas incluidas dentro de la lista del Patrimonio de la Humanidad de la Unesco desde julio de 2008, dentro del conjunto «Cueva de Altamira y arte rupestre paleolítico de la cornisa cantábrica».
Fue descubierta por el fotógrafo Manuel de Cos Borbolla, natural de Rábago (Cantabria).
En Chufín se han encontrado diferentes niveles de ocupación. Situamos el periodo de ocupación durante el periodo Solutrense Superior (hace 18 000 años), aunque si tenemos en cuenta las representaciones rupestres, obtenemos dataciones de entre unos 20 000 y unos 25 000 años. La cueva, de pequeño tamaño, cuenta con unos profundos grabados de sutil sencillez y unas pinturas rojas de ciervas, cabras, caballos y bóvidos (bisontes acéfalos) que aparecen representados muy esquemáticamente.
En ella existen asimismo numerosos símbolos. Un grupo de ellos, denominado de tipo «bastones», acompaña a las pinturas animales del interior. También hay un gran número de dibujos con puntillaje, entre los que destaca uno en torno al agujero de la roca, que se ha interpretado como la representación de una vulva.